# Рила
Рила је планина у јужној Бугарској. Њен највиши врх је Мусала (2.925 метара надморске висине). У подножју планине извире река Марица. На обронцима Риле и у њеном подножју налази се доста културно историјских споменика и туристичких атракција, а један од најпознатијих је Рилски манастир.